# Бабенти-Великі (Вармінсько-Мазурське воєводство)
Бабенти-Великі (пол. Babięty Wielkie, нім. Groß Babenz) — село в Польщі, у гміні Суш Ілавського повіту Вармінсько-Мазурського воєводства.
Населення — 245 осіб (2011).

## Демографія
Демографічна структура станом на 31 березня 2011 року:
|          | Загалом | Допрацездатний вік | Працездатний вік | Постпрацездатний вік |
| -------- | ------- | ------------------ | ---------------- | -------------------- |
| Чоловіки | 133     | 35                 | 84               | 14                   |
| Жінки    | 112     | 26                 | 64               | 22                   |
| Разом    | 245     | 61                 | 148              | 36                   |